# رابرت سی. مرکه
رابرت سی. مرکه (انگلیسی: Robert C. Muehrcke؛ ‏ ۴ اوت ۱۹۲۱ – ۹ نوامبر ۲۰۰۳) پزشک اهل ایالات متحده آمریکا بود که امروزه به‌دلیل توصیف علائم بالینی خطوط مرکل شناخته می‌شود. وی در جریان جنگ جهانی دوم در لشکر ۹۶ پیاده خدمت کرد و پس از تحصیل در رشتهٔ پزشکی در سال ۱۹۵۲ از دانشکدهٔ پزشکی دانشگاه ایلینوی شیکاگو فارغ‌التحصیل شد. او در سال ۱۹۹۲ بازنشسته شد.